# Seconds (piosenka U2)
"Seconds" – piosenka rockowej grupy U2, pochodząca z jej wydanego w 1983 roku albumu, War. Opowiada ona o możliwości wybuchu wojny jądrowej i zawiera fragmenty pochodzące z dokumentu Soldier Girls. Był to pierwszy utwór w historii zespołu, którego Bono nie wykonał sam. The Edge zaśpiewał w nim dwie zwrotki. "Seconds" była pierwszą piosenką, podczas której wykonania na żywo The Edge zadebiutował w roli wokalisty. Miało to miejsce w trakcie koncertu, w ramach trasy War Tour, 26 lutego 1983 roku. Utwór był regularnie grany podczas początkowych etapów tras War Tour i Unforgettable Fire Tour. Ostatnie wykonanie piosenki na żywo odbyło się 7 lipca 1985 roku.
W utworze występuje trwająca około jedenaście sekund przerwa, rozpoczynająca się w 2:10 min.
W 2007 roku zespół Aerosmith nagrał własną wersję piosenki.